# Ján Stanislav
Ján Stanislav (12. prosince 1904 Liptovský Ján – 29. července 1977 Liptovský Mikuláš) byl slovenský jazykovědec, slavista a univerzitní profesor. Jeho jméno nese dnešní Slavistický ústav Jána Stanislava Slovenské akademie věd. Ve své vědecké kariéře se věnoval zejména působením Cyrila a Metoděje na Velké Moravě.

## Ocenění
V roce 2005 mu prezident Ivan Gašparovič propůjčil státní vyznamenání Řád Ľudovíta Štúra I. třídy, in memoriam.

## Dílo
- Liptovské nárečia (1932)
- Pribinovi veľmoži (1939)
- Slovienska liturgia na Slovensku a sídlo Metodovo a Gorazdovo (1940)
- Kultúra starých Slovákov (1944)
- Slovenský juh v stredoveku I. – II. (1948; 1999, 2004)
- Dejiny slovenského jazyka I. – V. (1956, 1957, 1958, 1973, 1974)
- Starosloviensky jazyk 1.– 2. (1978, 1987)